# 알큐비에레 드라이브

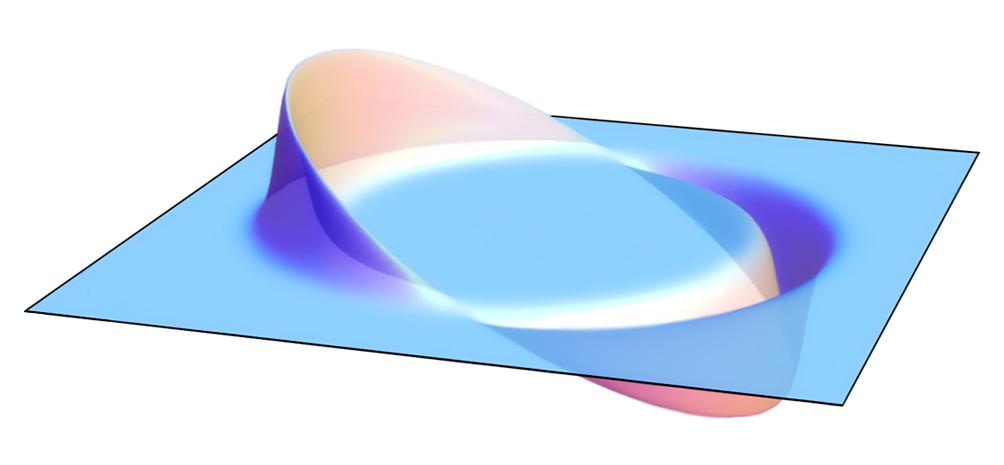
알큐비에레 드라이브의 시각화 모습

알큐비에레 드라이브(Alcubierre drive) 또는 알큐비에레 워프 드라이브는 멕시코 이론 물리학자인 미겔 알큐비에레가 제안한 워프 드라이브 방식이다.
특수 상대성 이론에 의하면 양의 질량을 가진 물체는 진공에서의 빛의 속력보다 빠른 속력으로 이동할 수 없기 때문에, 스타 트렉 시리즈에서는 이를 고려하여 워프 항법이라는 새로운 초광속 항법을 작품 내에 등장시켰다. 이 워프 항법은 시공간을 줄여서 줄여진 시공간 안으로 들어가 도착지에 도착하는 방법이다. 이런 식으로 워프 항법을 사용하면 상대성 이론을 위반하지 않으면서도 빛의 속력으로 가속을 할 수 있다.
비록 알큐비에레 드라이브가 아인슈타인 방정식을 위배하지 않는다고 하지만, 알큐비에레 드라이브는 현재의 기술력으로 실현할 수 없다. 알큐비에레 드라이브는 음의 에너지 밀도가 필요하기 때문에, 별난 물질이 필요하다. 만일 별난 물질이 존재하지 않는다면, 알큐비에레 드라이브는 불가능하다.

## 알큐비에레 계량
알큐비에레 계량은 워프 드라이브 시공간을 정의한다. 일반 상대성 이론의 맥락에서 해석할 경우 워프 거품이 이전의 평평한 시공간에 나타나고 효과적으로 광속보다 빠른 속력으로 멀어지도록 하는 것은 로런츠 다양체이다. 거품의 내부는 관성 좌표계이며 탑승자는 가속을 경험하지 않는다. 이 운송 방법은 워프 거품의 내용물과 관련하여 빛보다 빠른 속력으로 움직이는 물체를 포함하지 않는다. 즉, 워프 거품 내의 광선은 여전히 우주선보다 항상 더 빠르게 움직인다. 거품 내의 물체는 빛보다 (국소적으로) 느리게 움직이기 때문에 알큐비에레 계량의 수학 공식은 상대성 법칙의 기존 주장(즉, 질량을 가진 물체는 빛의 속력에 도달하거나 초과할 수 없다는 주장)과 일치하며, 시간 팽창과 같은 기존의 상대론적 효과는 거의 빛의 속력에 가까운 속력에서 기존의 운동과 마찬가지로 적용되지 않는다.
부피 요소의 확장을 제거하고 대신 이동 방향에 따른 거리의 변화에 의존하는 알큐비에레 계량의 확장은 수학자 José Natário의 확장이다. 그의 계량에서 시공간은 배의 뱃머리를 향해 수축하고 움직임에 수직인 방향으로 팽창한다. 즉, 거품이 실제로 공간을 통해 "미끄러지는데" 대략적으로 "공간을 옆으로 밀어낸다"는 의미이다.
알큐비에레 드라이브는 어려운 문제가 있는 가상의 개념으로 남아 있지만 필요한 에너지의 양이 더 이상 얻을 수 없을 정도로 큰 것으로 생각되지 않는다. 게다가 알렉세이 보드릭과 지아니 바티르는 원칙적으로 양의 에너지와 같이 현재 인류에게 알려진 물리적 원리를 기반으로 아광속 구형 대칭 워프 드라이브 시공간 족을 구성할 수 있다고 주장한다.

## 수학적 모형
일반 상대성 이론의 ADM 형식을 사용하여 시공간은 상수 좌표 시간 t의 공간꼴 초곡면들의 엽층으로 설명되며 계량은 다음과 같은 일반적 형식을 취한다.
{\displaystyle ds^{2}=-\left(\alpha ^{2}-\beta _{i}\beta ^{i}\right)\,dt^{2}+2\beta _{i}\,dx^{i}\,dt+\gamma _{ij}\,dx^{i}\,dx^{j}}
여기서
- α는 근처의 초곡면들 사이에 적절한 시간의 간격을 주는 경과 함수이다.
- βi는 서로 다른 초곡면들의 공간 좌표계와 관련된 이동 벡터이다,
- γij는 각 초곡면들 위의 양의 정부호 계량이다.

알큐비에레가 연구한 형식은 다음과 같이 정의된다.
{\displaystyle {\begin{aligned}\alpha &=1,\\\beta ^{x}&=-v_{s}(t)f{\big (}r_{s}(t){\big )},\\\beta ^{y}&=\beta ^{z}=0,\\\gamma _{ij}&=\delta _{ij},\end{aligned}}}
여기서 g는 계량 텐서의 행렬식이다. 임의의 매개변수 R > 0 및 σ > 0에 대해,
{\displaystyle {\begin{aligned}v_{s}(t)&={\frac {dx_{s}(t)}{dt}},\\r_{s}(t)&={\sqrt {{\big (}x-x_{s}(t){\big )}^{2}+y^{2}+z^{2}}},\\f(r_{s})&={\frac {\tanh {\big (}\sigma (r_{s}+R){\big )}-\tanh {\big (}\sigma (r_{s}-R){\big )}}{2\tanh(\sigma R)}}\end{aligned}}}
따라서 알큐비에레의 특정 계량 형식은 다음과 같이 작성할 수 있다.
{\displaystyle ds^{2}=\left(v_{s}(t)^{2}f{\big (}r_{s}(t){\big )}^{2}-1\right)\,dt^{2}-2v_{s}(t)f{\big (}r_{s}(t){\big )}\,dx\,dt+dx^{2}+dy^{2}+dz^{2}.}
이 특정 형태의 계량을 사용하여 4-속도가 초곡면에 수직인 관찰자가 측정한 에너지 밀도는 다음과 같이 표시될 수 있다.
{\displaystyle -{\frac {c^{4}}{8\pi G}}{\frac {v_{s}^{2}\left(y^{2}+z^{2}\right)}{4g^{2}r_{s}^{2}}}\left({\frac {df}{dr_{s}}}\right)^{2}}
여기서 g는 계량 텐서의 행렬식이다.
따라서 에너지 밀도가 음수이기 때문에 빛의 속력보다 더 빨리 이동하려면 별난 물질이 필요하다. 별난 물질의 존재는 이론적으로 배제되지 않는다. 그러나 빛보다 빠른 여행과 같은 위업을 수행하고 웜홀의 "목"을 열어두기 위해 충분한 별난 물질을 생성하고 유지하는 것은 비실용적이라고 생각된다. 로버트 로우에 따르면, 일반 상대성 이론의 맥락에서 별난 물질이 없는 상태에서 워프 드라이브를 구성하는 것은 불가능하다.

## 물리학적 논의
로런츠 수축 및 시간 팽창과 같은 특수 상대성 이론의 특정 특정 효과와 관련하여 알큐비에레 계량에는 분명히 독특한 측면이 있다. 특히 알큐비에레는 알큐비에레 드라이브를 사용하는 우주선이 워프 거품이 가속되는 동안에도 자유 낙하 측지선을 따라 이동한다는 것을 보여주었다. 승무원은 가속 중력을 경험하지 않고 가속하는 동안 자유 낙하한다. 그러나 엄청난 조석력은 그곳의 큰 공간 곡률로 인해 평평한 공간 체적의 가장자리 근처에 존재할 것이지만 계량의 적절한 사양은 우주선이 차지하는 체적 내에서 조석력을 아주 작게 유지한다.
원래의 워프 드라이브 계량과 그 간단한 변형은 일반 상대성 이론의 초기 값 공식을 논의하는 데 자주 사용되는 ADM 형식을 갗는다. 이것은 이 시공간이 일반 상대성 이론의 장 방정식의 해라는 널리 퍼진 오해를 설명할 수 있다. ADM 형식의 계량은 특정 관성 관찰자 계열에 맞게 조정되지만 이러한 관찰자는 실제로 다른 이러한 계열과 물리적으로 구별되지 않는다. 알큐비에레는 그의 "워프 거품"을 거품 앞 공간 수축과 뒤 팽창의 관점에서 해석했지만, 이 해석은 오해의 소지가 있을 수 있다. 왜냐하면 그 수축과 팽창이 실제로는 ADM 관찰자 계열의 근처에 대한 상대적 운동을 뜻하기 때문이다.

일반 상대성 이론에서는 먼저 물질과 에너지의 그럴듯한 분포를 지정한 다음 이와 관련된 시공간 기하학을 찾는다. 그러나 아인슈타인 장 방정식을 다른 방향으로 실행하는 것도 가능하다. 먼저 계량을 지정한 다음 이와 관련된 에너지-운동량 텐서를 찾는 것이다. 이것이 알큐비에레가 그의 계량을 구축할 때 수행한 것이다. 이 관행은 해가 다양한 에너지 조건을 위반할 수 있고 별난 물질을 요구할 수 있음을 의미한다. 별난 물질에 대한 필요성은 워프 거품이 없는 초기 시공간에서 거품이 나중에 생성되는 방식으로 물질을 분배할 수 있는지에 대한 질문을 제기한다. 이전에 평평한 공간에 워프 거품이 형성된다. 더욱이, 세르게이 크라스니코프에 따르면 편도 초광속 여행을 위해 이전에 평평한 공간에서 거품을 생성하려면 별난 물질이 국소적으로 광속보다 빠른 속력으로 움직이도록 강제해야 하며, 이는 타키온의 존재를 필요로 한다. 크라스니코프는 또한 시공간이 처음부터 평평하지 않을 때 여행 경로를 따라 일부 장치를 미리 배치하고 사전 할당된 순간에 작동하고 사전 할당된 방식으로 작동하도록 프로그래밍함으로써 타키온 없이 유사한 결과를 얻을 수 있다고 지적한다. 일부 제안된 방법은 타키온적 운동의 문제를 피하지만 아마도 거품의 전면에 벌거벗은 특이점을 생성할 것이다. 앨런 애버렛과 토머스 로만은 크라스니코프의 발견( Krasnikov 관 )에 대해 논평한다.
[발견]이 알쿠비에르 거품를 생성할 수 있더라도 초광속 여행 수단으로 사용할 수 없다는 의미는 아니다. 그것은 계량을 변경하고 거품을 만드는 데 필요한 조치가 거품의 전체 궤적을 포함하는 전방 빛원뿔을 가진 일부 관찰자가 미리 수행해야 함을 의미한다.
예를 들어 데네브 (2,600광년 떨어져 있음)로 여행하고 외부 시계로 2,600년 이내에 도착하려면 누군가 최소 2,600년 전에 이미 지구에서 데네브로 공간을 왜곡하는 작업을 시작해야 한다.
거품 궤적에 대해 적절하게 위치한 우주선은 승객이 지나가는 트롤리 자동차를 잡는 것과 같이 거품에 들어가는 것을 선택할 수 있으므로 초광속 여행을 할 수 있다. 크라스니코프가 지적한 바와 같이, 인과 관계 고려 사항은 우주선의 승무원이 자신의 행동으로 지구에서 먼 별까지 왕복 여행을 완료하고 아웃바운드 여행 경로를 따라 계량을 변경하여 지구 시계 기준으로 임의로 짧은 시간 내에 돌아오도록 준비하는 것을 방해하지 않는다.

## 어려움

### 질량-에너지 요구 사항
이 형태의 계량은 알려진 모든 워프 드라이브 시공간 이론이 다양한 에너지 조건을 위반하기 때문에 상당한 어려움이 있다. 그럼에도 불구하고 알큐비에레 유형의 워프 드라이브는 음의 질량-에너지와 같은 에너지 조건을 위반하는 응력-에너지 텐서로 이어지는 카시미르 효과와 같은 양자장 이론의 맥락에서 실험적으로 검증된 특정 양자 현상을 이용하여 실현될 수 있다.
포드와 로만이 추측한 특정 양자 부등식이 성립한다면 일부 워프 드라이브에 대한 에너지 요구 사항은 음수일 뿐만 아니라 절대값이 실행 불가능할 정도로 클 수 있다. 예를들어, 은하수를 가로질러 작은 우주선을 수송하려면 -1064Kg에 해당하는 에너지가 필요할 수 있다. 이러한 명백한 문제에 대한 반론도 제시되었지만 에너지 요구 사항은 여전히 일반적으로 카르다쇼프 척도 Type III 문명을 필요로 한다.
1999년 벨기에에 있는 뢰번 가톨릭 대학교의 크리스 반 덴 브록은 잠재적인 문제를 해결하기 위해 노력했다. 드라이브에 의해 운반되는 거품의 3+1차원 표면적을 축소하는 동시에 내부에 포함된 3차원 부피를 확장함으로써 반 덴 브록은 작은 원자를 더 적은 양으로 운반하는 데 필요한 총 에너지를 태양 질량의 3배 이하로 줄일 수 있었다. 2003년 후반에 반 덴 브록 계량을 약간 수정하여 세르게이 크라스니코프는 필요한 총 음수 질량을 몇 밀리그램으로 줄였다. 반 덴 브록은 워프 거품 자체의 표면적을 미세하게 작게 유지하는 동시에 거품 내부의 공간적 부피를 확장함으로써 총 에너지를 극적으로 줄일 수 있다고 말함으로써 이에 대해 자세히 설명했다. 그러나 반 덴 브록은 필요한 에너지 밀도를 실현하기 위해서 플랑크 규모 보다 겨우 몇 자릿수 이상인 극도로 작은 크기의 시공간 구조가 필요하기 때문에 여전히 달성할 수 없다고 결론지었다.
2012년에 물리학자 해럴드 화이트와 동료들은 별난 물질의 기하학을 수정하면 거시적 우주선의 질량-에너지 요구 사항을 목성 행성에서 보이저 1호 우주선(c. 700kg))이하 만큼 줄일 수 있다고 발표했다. 그리고 이런 방식으로 워프 장를 구성하는 소규모 실험을 수행하려는 의도를 밝혔다. 화이트는 워프 거품의 매우 얇은 벽을 두껍게 하여 에너지가 더 큰 부피에 집중되지만 전체 피크 에너지 밀도는 실제로 더 작다. 평평한 2차원 표현에서 처음에는 아주 얇았던 양수 및 음수 에너지의 고리가 더 크고 흐릿한 원환체(도넛 모양)가 된다. 그러나 이 에너지가 덜한 워프 거품도 내부 영역으로 갈수록 두꺼워지기 때문에 우주선을 수용할 수 있는 평평한 공간이 줄어들고 더 작아야 한다. 또한 공간 왜곡의 강도가 시간이 지남에 따라 진동할 수 있으면 필요한 에너지가 훨씬 더 줄어든다. 화이트에 따르면, 수정된 마이컬슨–몰리 간섭계로 이 아이디어를 테스트할 수 있다. 간섭계 다리 중 하나는 테스트 장치에 전원이 공급될 때 길이가 약간 다른 것처럼 보인다. 알큐비에레는 실험에 대해 회의론을 표명하며 "내 이해로는 그것이 수행될 수 있는 방법이 없으며 아마도 수세기 동안은 불가능할 것이다"라고 말했다.
2021년 물리학자 에릭 렌츠는 알려지고 친숙한 순전히 양의 에너지에서 비롯된 워프 드라이브가 존재할 수 있는 방식을 설명했다. 이 주장은 논란의 여지가 있으며, 다른 물리학자들은 모든 물리적으로 합리적인 워프 드라이브가 약한 에너지 조건과 강하고 우세한 에너지 조건을 모두 위반한다고 주장한다.

### 물질의 배치
크라스니코프는 타키온 물질을 찾거나 사용할 수 없다면 필요한 장이 생성되는 방식으로 움직이는 우주선의 경로를 따라 질량을 배열하는 것이 해결책이 될 수 있다고 제안했다. 그러나 이 경우 알큐비에레 드라이브 우주선은 철도와 같이 필요한 인프라가 먼저 갖춰진 경로만 이동할 수 있다. 거품 내부의 파일럿은 인과적으로 벽에서 분리되어 있으며 거품 외부에서는 어떤 작업도 수행할 수 없다. 거품는 "이동 중"에 거품 앞에 기반 시설을 배치할 수 없기 때문에 먼 별을 처음으로 여행하는 데 거품를 사용할 수 없다. 예를 들어, 베가 (지구에서 25광년 떨어진 곳)로 여행하려면 초광속으로 베가를 향해 움직이는 거품이 나타나도록 모든 것을 정리해야 한다. 그러한 준비는 항상 25년 이상이 걸릴 것이다.
Coule은 알큐비에레가 제안한 것과 같은 계획은 우주선의 의도된 경로를 따라 배치된 물질이 초광속 속력으로 배치되어야 하기 때문에 실행 불가능하다고 주장했다. 물리적으로 의미가 있다. Coule은 또한 알큐비에레 드라이브를 구성하는 제안된 방법에 유사한 반대가 적용될 것이라고 주장한다.

### 거품 내부에서 생존성
José Natário(2002)의 기사에서는 배가 워프 거품의 전면에 신호를 보낼 수 없기 때문에 승무원이 워프 거품에서 우주선을 제어, 조종 또는 중지할 수 없다고 주장한다.
Carlos Barceló, Stefano Finazzi 및 Stefano Liberati의 2009년 논문은 양자 이론을 사용하여 광속보다 빠른 알큐비에레 드라이브는 호킹 복사로 인한 극도의 고온이 거품 자체를 불안정하게 만들고 거품 내부의 모든 것을 파괴하기 때문에 대부분 불가능하다고 주장한다. 이 논문은 또한 거품 속력이 광속 이하이면 이러한 문제가 없다고 주장하지만 드라이브에는 여전히 별난 물질이 필요하다.

### 목적지에 대한 피해
Brendan McMonigal, Geraint F. Lewis 및 필립 오번은 알쿠비에르가 초광속에서 감속하기 위해 추진하는 우주선으로, 그 거품이 운송 중에 모인 입자들은 커 블랙홀의 내부 사건 지평선에서 발생할 것으로 가정되는 무한히 청색 편이된 방사선과 유사한 에너지 폭발로 방출될 것이라고 주장했다. 따라서 전방을 향한 입자는 우주선 바로 앞에 있는 목적지에 있는 모든 것을 파괴할 수 있을 만큼 에너지가 넘친다.

### 벽의 두께
추진에 필요한 음의 에너지의 양은 아직 알려지지 않았다. Tufts의 Pfenning과 Allen Everett은 빛의 속력의 10배로 이동하는 워프 거품의 벽 두께가 10-32 미터를 넘지 않아야 한다고 주장한다. 알큐비에레의 원래 계산에서 거시적으로 200미터의 우주선을 둘러쌀 수 있을 만큼 큰 거품에는 관측 가능한 우주의 질량보다 더 많은 별난 물질의 총량이 필요하며 별난 물질을 10-32 미터의 극히 얇은 밴드로 변형시키는 것은 비실용적인 것으로 여겨진다. 유사한 제약이 크라스니코프의 초광속 지하철에도 적용된다. 크리스 반 덴 브록은 훨씬 적은 양의 별난 물질을 필요로 하지만 목이 약 10~32 미터인 구부러진 시공간 "병"에 우주선을 배치하는 알큐비에레 모델의 수정본을 구성했다.

### 인과관계 위반 및 준고전적 불안정성
물리학자 앨런 에버렛의 계산에 따르면 워프 거품은 일반 상대성 이론에서 닫힌 시간꼴 곡선을 만드는 데 사용될 수 있다. 물리학의 기본 법칙이 닫힌 시간과 같은 곡선을 허용할 수도 있지만, 연대기 보호 추측은 고전적인 일반 상대성 이론이 허용하는 모든 경우에 양자 효과가 개입하여 가능성을 제거하여 이러한 시공간을 실현할 수 없게 만든다는 가설을 세운다. 이를 달성할 수 있는 가능한 유형의 효과는 시간 여행이 처음 가능해진 시공간 영역의 경계에 진공 변동이 축적되어 에너지 밀도가 충분히 높아져 타임머신이 될 시스템을 파괴하는 것이다. 준고전적 중력의 일부 결과는 워프 거품이 준고전적으로 불안정할 것이라고 제안한 워프 드라이브 시공간의 양자 효과를 특별히 다루는 계산을 포함하여 추측을 뒷받침하는 것으로 보이지만 궁극적으로 추측은 양자 중력 이론에 따라 결정될 것이다.
알큐비에레는 온라인에 게시된 일련의 강의 슬라이드에서 이러한 문제 중 일부에 대해 간략하게 논의한다. 그는 다음과 같이 썼다. "주의: 상대성 이론에서 빛보다 빠르게 이동하는 방법은 원칙적으로 시간을 거슬러 이동하는 데 사용될 수 있다(타임머신)". 다음 슬라이드에서 그는 연대기 보호 추측을 제시하고 다음과 같이 쓴다. "그 추측은 증명되지 않았지만, 양자장 이론에 근거한 그것에 찬성하는 좋은 주장들이 있다. 그 추측은 빛보다 빠른 여행을 금지하지는 않는다. 그러나 만약 빛보다 더 빨리 여행하는 방법이 존재하고, 그것을 타임머신을 만들기 위해 사용하려고 한다면, 무언가 잘못될 것이라고 추측한다: 축적된 에너지가 폭발하거나 블랙홀을 만들 것이다."라고 말했다

## 역사
1994년 미겔 알쿠비에레는 우주선 앞의 공간 구조를 수축시키고 그 뒤에 있는 공간을 확장시키는 파동을 만들어 공간의 기하학적 구조를 변경하는 방법을 제안하였다. 현재 미 항공우주국(NASA)은 알쿠비에레 드라이브를 연구하고 있다.

## 실험
2012년, NASA는 알큐비에레 워프 드라이브의 확장 및 축소 시공간에 의해 생성되는 공간 왜곡을 만드는 간섭법을 구축했다고 발표하였다. 그러나 알큐비에레는 실험에 대해 회의적인 의견을 표명하였다. 그는 수세기 동안은 알큐비에레 드라이브를 현실화하는 것이 불가능에 가깝다고 하였다.

## 같이 보기
- EmDrive
- 일반 상대성 이론의 엄밀 해
- 우주선 추진
- 언루 효과
- 알큐비에레 드라이브-요소 정리